# مهرجان عمان للرقص المعاصر
مهرجان عمّان للرقص المعاصر مهرجان أردني عالمي، يهدف للتعريف على تقنيات وجماليات الرقص المعاصر، حيث تقام أول دورة له في عمّان في شهر نيسان 2009، 
يقيمه المركز الوطني للثقافة والفنون الادائية ـ مؤسسة الملك الحسين ، وبدعم من أمانة عمان الكبرى والسفارة الهولندية والسفارة الكورية في عمان، ضمن خطة ممنهجة وواضحة المعالم بهدف تعريف الجمهور الأردني على تقنيات وجماليات الرقص المعاصر واتاحة الفرصة للفنانين الأردنين لحضور ورشات عمل في الرقص المعاصر والاستفادة من الخبرات المتعددة للفرق المشاركة.
علما بان هذا المهرجان يعقد في عمان ضمن ملتقيات شبكة مساحات التي تاسست في العام 2006 وشملت كل من تجمع مقامات للرقص في  لبنان وسرية رام الله الأولى في فلسطين لينضم للشبكة في العام 2008 كل من تجمع تنوين للرقص المسرحي في دمشق  بسوريا والمركز الوطني للثقافة والفنون الادائية في الأردن.